# 미셸 로크주프레
미셸 로크주프레(1933년 11월 28일~2024년 10월 18일)는 프랑스 육군의 은퇴 장성이다. 그는 걸프 전쟁 당시 다구에 작전을 지휘했다. 다국적 연합군의 일부였던 프랑스군은 18,000명의 병력을 지원했으며 이라크군과의 직접적인 전투에도 참여했다. 이들은 쿠웨이트 및 이라크 영토에서 전쟁을 벌였다. 그는 걸프 전쟁 이전에도 알제리 전쟁을 비롯하여 차드, 레바논, 캄보디아 등에서 복무하였다. 다국적 연합군의 사령관이었던 노먼 슈워츠코프는 그를 가장 신뢰하는 사령관이라고 말했다.

## 참고 문헌
- Norman Schwarzkopf, Jr., It Doesn't Take a Hero, 1992